# Aloha Wanderwell

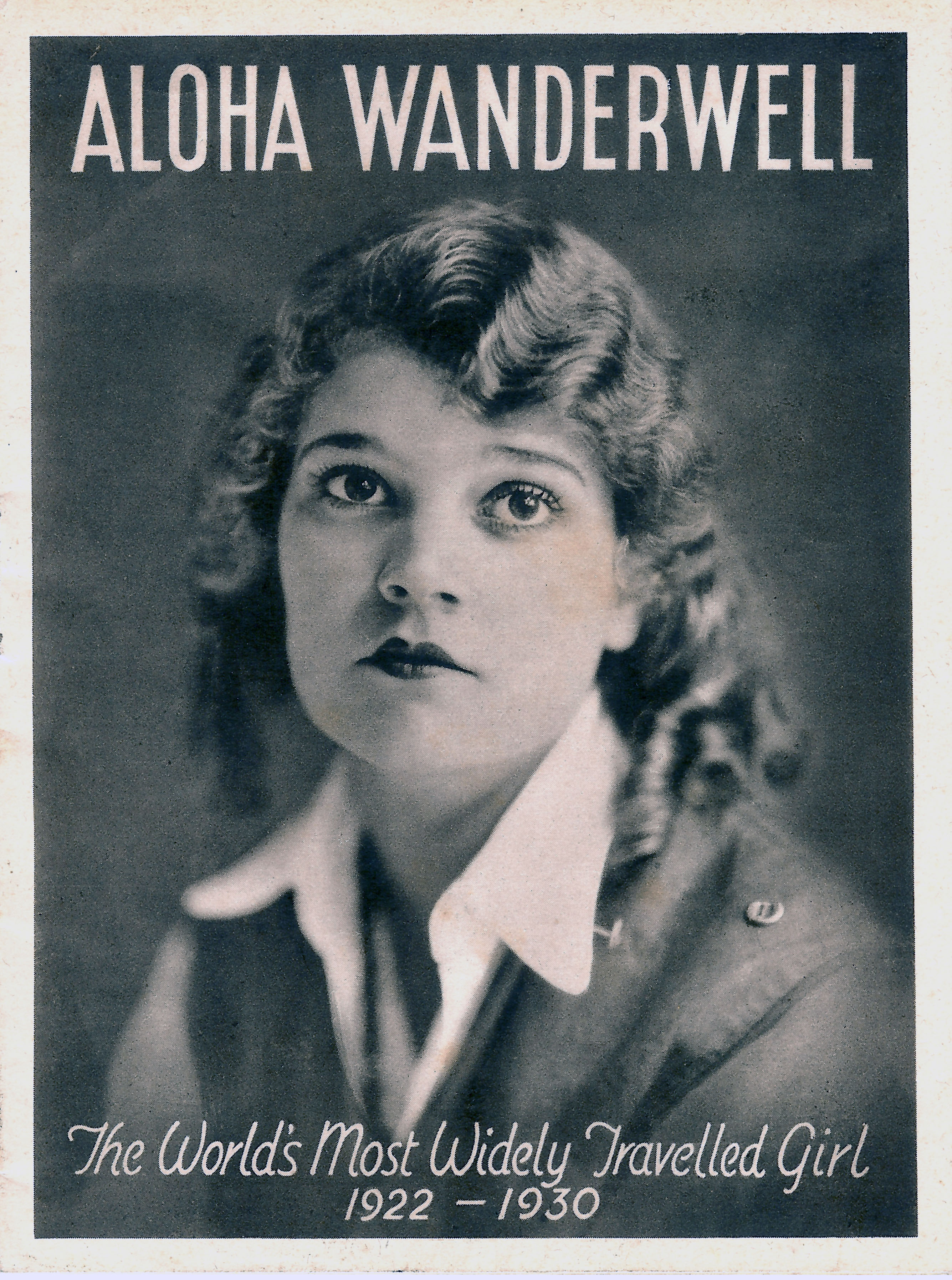
Aloha Wanderwell (um 1930)

Aloha Wanderwell (* 13. Oktober 1906 in Winnipeg, Manitoba, Kanada als Idris Galcia Welsh; † 4. Juni 1996 in Newport Beach, Kalifornien, USA) war eine kanadische Abenteurerin, Autorin, Filmemacherin und Fliegerin. Als sie 16 Jahre alt war, umrundete sie als erste Frau in einem Auto – einem Ford Model T – die Welt in fünf Jahren (1922–1927). Unter ihren Filmdokumentationen sind die ersten Aufnahmen des brasilianischen Volks der Bororo (1931).

## Biografie
Idris Galcia Welsh wurde am 13. Oktober 1906 in Winnipeg als Tochter von Margaret Jane Hedley und Robert Welsh geboren. Ihr Vater starb, als sie zwei Jahre alt war. Als ihre Mutter 1909 Herbert Hall heiratete, wurde ihr Name in Idris Hall geändert. Ihr Stiefvater war Bauunternehmer und Viehzüchter auf Vancouver Island, und die Familie lebte in Parksville und Duncan.
1914, zu Beginn des Ersten Weltkriegs, trat ihr Stiefvater der Canadian Expeditionary Force bei; er wurde nach seiner Ankunft in England zur britischen Armee versetzt und zum Leutnant der Durham Light Infantry ernannt. Im Juni 1917 kam Herbert Hall im Einsatz bei Ypern in Belgien ums Leben.
Die Familie (Idris, ihre Schwester Margaret Verner „Miki“ Hall und ihre Mutter) folgten ihm nach Europa, wo sie durch England, Belgien und Frankreich reisten. Während dieser Zeit besuchte Idris Internate in Kortrijk, Belgien, und Nizza, Frankreich. In Nizza lernte sie Autofahren.
Idris begann ihre Abenteurerkarriere, als sie 1922 Walter „Cap“ Wanderwell kontaktierte. Sie schloss sich dessen Wanderwell-Expedition an, die auf einer Reise um die Welt in einem Ford Model T war. (Mehr Details zu der Wanderwell-Expedition finden sich in einem eigenen Abschnitt weiter unten.) Idris, die sich jetzt Aloha Wanderwell nannte, fungierte während der fünfjährigen Reise als Fahrerin, Übersetzerin und Filmemacherin der Expedition. Die teilweise von der Ford Motor Company gesponserte Weltreise wurde auch durch Filmaufnahmen und Reisevorträge finanziert.
Aloha Wanderwells Reise ging von Nizza durch Italien, Ägypten und Palästina nach Indien und China und schließlich nach Wladiwostok, wo sie 1924 als erstes Fräulein („the first demoiselle“), die ein Auto nach Sibirien fuhr, mit der Würde eines Ehrenoberst („honorary colonel“) ausgezeichnet wurde. In Kalkutta hatte sich ihr Weg mit der ersten Weltumrundung in Flugzeugen gekreuzt.

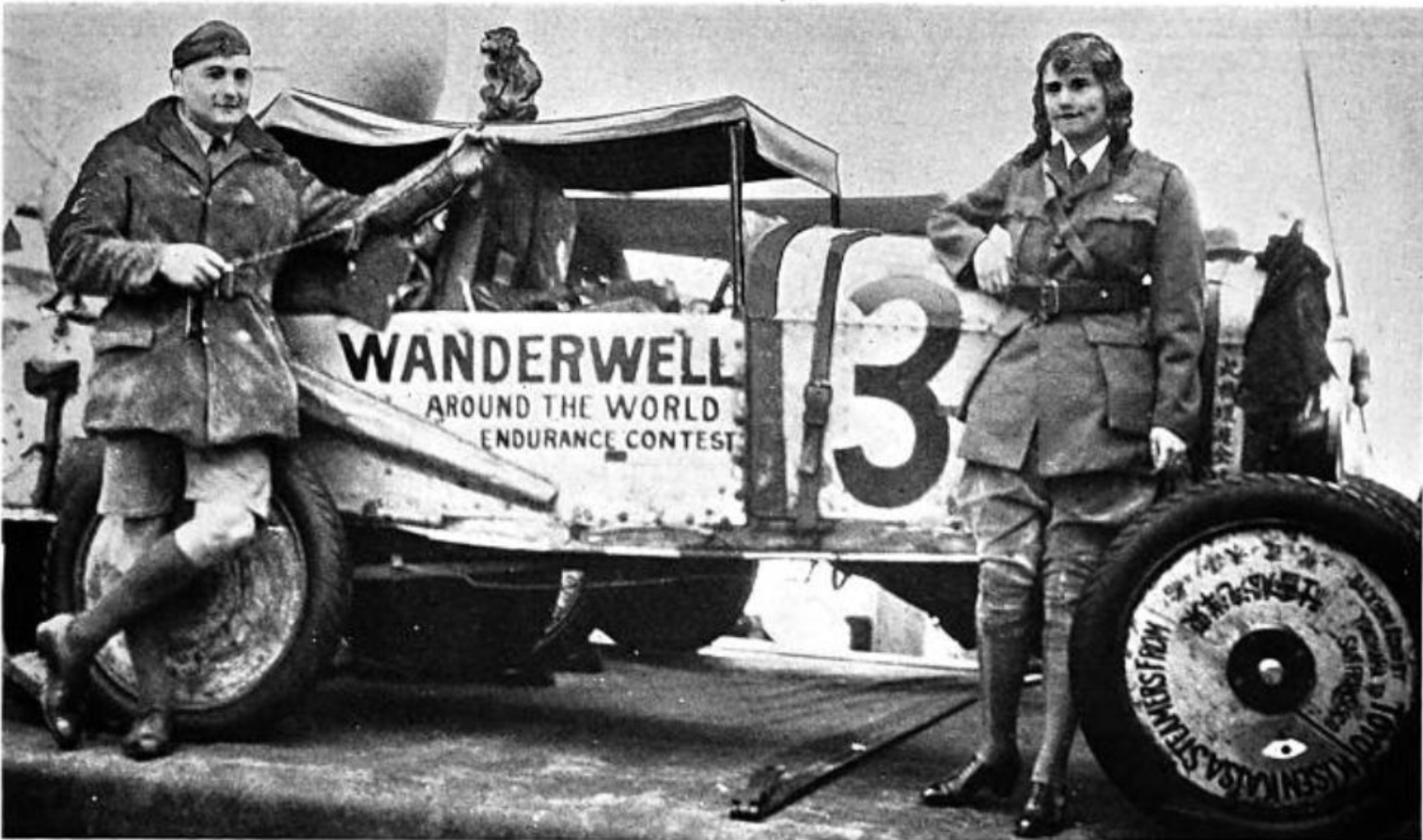
Aloha und Walter Wanderwell (1925)

Über Hawaii ging es nach Kalifornien. Am 7. April 1925 heirateten Idris und Walter in Riverside (Kalifornien). Die Ehe verhinderte, dass Walter Wanderwell aufgrund des Mann Acts von 1910 verhaftet wurde. Dieses Gesetz verbot, Minderjährige für „unmoralische“ Zwecke von einem US-Bundesstaat in einen anderen zu bringen. Aus der Ehe gingen zwei Kinder hervor (Valri, * 1925 in Miami, und Nile, * 1927 in Kapstadt). Aloha Wanderwell hielt Reisevorträge vor dem Hintergrund der Stummfilme, die sie auf ihren Reisen drehten. Die Filme auf 35-mm-Nitrat- und 16-mm-Filmen werden heute in den Archiven der Library of Congress und der Academy of Motion Picture Arts and Sciences aufbewahrt.
Die Wanderwells setzten ihre Weltumrundung fort, segelten nach Kuba und Südafrika, um Afrika von Süd nach Nord zu durchqueren. In Nizza schloss Aloha Wanderwell ihre Weltumrundung 1927 ab und ging als „the world’s most traveled girl“ durch die Medien. Das Ehepaar dokumentierte die Reise in dem Film Car and Camera Around the World (1929).
Aloha Wanderwell war die erste Frau, die in einem Auto um die Welt fuhr. Ihre Reise zwischen dem 29. Dezember 1922 und Januar 1927 begann und endete in Nizza. Die erste Frau, die bereits 1909–1910 die Welt in einem Automobil umrundet hatte, war Harriet White Fisher, die jedoch einen Chauffeur hatte und nicht selbst fuhr.
1931 saß Aloha Wanderwell sechs Wochen lang in Brasilien fest und lebte während dieser Zeit bei den Bororo, während ihr Mann nach Hilfe suchte. Sie drehte die frühesten Filmdokumentationen über dieses Volk. (Mehr Details dazu sind in einem eigenen Abschnitt weiter unten zu lesen.)
1932 wurde Walter Wanderwell auf der Yacht des Ehepaars, auf der sie ihre nächste Reise unternehmen wollten, in Long Beach (Kalifornien) erschossen. Der Fall, der großes öffentliches Interesse erregte, wurde nie aufgeklärt. Aloha Wanderwell heiratete 1933 Walter Baker und setzte ihre Reisen fort, unter anderem nach Australien und Indien.
1939 veröffentlichte Aloha Wanderwell ihre Autobiografie Call to Adventure! Mit ihrem zweiten Ehemann wohnte sie zunächst in Cincinnati, Ohio, ab 1947 in Newport Beach, Kalifornien. Sie arbeitete beim Radio und für Zeitschriften und hielt weiterhin Vorträge, den letzten im Jahr 1980.
Aloha Wanderwell starb am 4. Juni 1996 in Newport Beach.

## Die Wanderwell-Expedition
1919 sorgte Walter Wanderwell (geboren als Valerian Johannes Pieczynski in Polen) für Schlagzeilen mit der Million-Dollar-Wette eines Langstreckenrennens um die Welt, um herauszufinden, welches von zwei Teams mit Ford Model T Automobilen die meisten Länder besuchen konnte. Wanderwell, eine umstrittene Persönlichkeit, war während des Ersten Weltkriegs in den Vereinigten Staaten inhaftiert worden, da er als deutscher Spion verdächtigt wurde, wurde jedoch 1918 freigelassen. Die beiden Expeditionsteams wurden von Walter und seiner damaligen Frau Nell Wanderwell geleitet; die beiden trennten sich jedoch, und Walter suchte eine neue Partnerin für die Wanderwell-Expedition.
Im Jahr 1922, als sie 16 Jahre alt war, bewarb sich Idris Hall um eine Stelle als Sekretärin und Übersetzerin bei der Wanderwell-Expedition. Nachdem sie auf eine Zeitungsanzeige mit der Aufschrift „Brains, Beauty & Breeches – World Tour Offer For Lucky Young Woman... Wanted to join an expedition… Asia, Africa…“ geantwortet hatte, sicherte sie sich einen Platz in dem Unternehmen. Sie fungierte unter anderem als Übersetzerin, Fahrerin und Filmemacherin der Expedition und nahm den Namen „Aloha Wanderwell“ an, obwohl Walter zu diesem Zeitpunkt noch verheiratet war. Idris wurde schnell zum Gesicht der Expedition, die ihre Abenteuer in einer Reihe von Filmreiseberichten festhielt.
1925 endete die Weltumrundung für Walter Wanderwell in Detroit, Michigan, wo seine Reise 1919 begonnen hatte. Das Ehepaar stellte eine komplette Version des Films Car and Camera Around the World zusammen. Ende 1926 war das Team wieder unterwegs, um Afrika vom Kap in Südafrika bis an den Nil in Ägypten zu durchqueren.

## Bei den Borobo in Brasilien
In den Jahren 1930 und 1931 erlernte Aloha Wanderwell das Fliegen eines deutschen Wasserflugzeugs von Junkers. Damit unternahmen die Wanderwells 1931 eine Expedition in den brasilianischen Bundesstaat Mato Grosso, um nach dem Abenteurer Colonel Percy Fawcett zu forschen, der auf der Suche nach der legendären versunkenen Stadt Z 1925 verschollen war.
Sie unternahmen mehrere Flüge mit dem Wasserflugzeug; bei einem dieser Flüge ging ihnen der Treibstoff aus und sie erhielten Hilfe vom Volk der Bororo. Der Kameramann der Crew filmte den Erstkontakt mit den Bewohnern eines Dorfes, einen zeremoniellen Tanz sowie Bororo-Männer mit Schwangerschaftssymptomen (Couvade-Syndrom). Der 32-minütige Stummfilm mit dem Titel Last of the Bororos wird in den Human Studies Film Archives der Smithsonian Institution aufbewahrt; der Film zeigt auch Aloha Wanderwells Treffen mit dem brasilianischen Abenteurer Cândido Rondon.

## Nachwirkung
Am 8. September 2023 trat Lexie Alford, die zuvor als jüngste Frau alle unabhängigen Länder der Erde besucht hatte, in einem vollelektrischen Ford Explorer eine Reise um die Welt auf den Spuren von Aloha Wanderwell an.

## Filmografie
- Car and Camera Around the World (1919–1929)
- The Last of the Bororos (1930–1931)
- Flight to the Stone Age (1930–1931)
- The River of Death (1934)
- To See the World by Car (1937)
- Cape to Cairo
- Australia Now (1940–1944)
- India Now (1942–1944)
- Explorers of the Purple Sage (1945)
- Victory in the Pacific (1945)
- My Hawaii (1949)
- Magic of Mexico (1950)